# Campylandra verruculosa
Campylandra verruculosa är en sparrisväxtart som först beskrevs av Qian Hai Chen, och fick sitt nu gällande namn av M.N.Tamura, S.Yun Liang och Nicholas J. Turland. Campylandra verruculosa ingår i släktet Campylandra och familjen sparrisväxter. Inga underarter finns listade i Catalogue of Life.